# Cecilio Raúl Berzosa Martínez
Cecilio Raúl Berzosa Martínez (Aranda de Duero, 22 novembre 1957) è un vescovo cattolico spagnolo, dal 16 gennaio 2019 vescovo emerito di Ciudad Rodrigo.

## Biografia
Monsignor Cecilio Raúl Berzosa Martínez è nato ad Aranda de Duero il 22 novembre 1957. È il fratello di suor Verónica (al secolo María José), fondatrice dell'ordine religioso contemplativo Iesu Communio.

### Formazione e ministero sacerdotale
Ha compiuto gli studi ecclesiastici nel seminario di Burgos e nella Facoltà teologica del nord della Spagna, presso la quale nel 1984 ha ottenuto la laurea in teologia dogmatica.
L'8 novembre 1982 è stato ordinato presbitero per l'arcidiocesi di Burgos a Valencia da papa Giovanni Paolo II, in visita in Spagna. In seguito è stato vicario parrocchiale di Medina de Pomar dal 1982 al 1983 e parroco di Pampliega, Villazopeque, Palazuelos de Muñó, Barrio de Muñó e Belbimbre dal 1983 al 1984.
Dal 1984 al 1986 ha frequentato la Pontificia accademia ecclesiastica, l'istituto che forma i diplomatici della Santa Sede. Nello stesso periodo ha studiato per conseguire la licenza in diritto canonico presso la Pontificia università "San Tommaso d'Aquino". Ha studiato anche antropologia teologica presso la Pontificia facoltà teologica Teresianum e ha frequentato un corso di giornalismo nell'Istituto Professionale "Lazio". Tornato in patria è stato professore di teologia dogmatica e spiritualità nelle sedi di Burgos e Vitoria della Facoltà di teologia del nord della Spagna e direttore dell'Istituto di scienze religiose "San Geronimo" dal 1987 al 2005; docente dell'Escuela diocesana de tiempo libre, delegato diocesano per i mezzi di comunicazione, direttore della rivista diocesana Sembrar, direttore dei programmi diocesani di Radio COPE, direttore degli Istituti di teologia per laici e di teologia a distanza e direttore per le relazioni con la stampa della Facoltà di Teologia dal 1988 al 1993, pro-vicario generale e vicario episcopale per la pastorale dell'arcidiocesi di Burgos dal 1993 al 2004; segretario dell'assemblea dei vescovi di Castilla y León dal 1994 al 2003 e parroco di Arcos de la Llana e Sotresgudo dal 1997 al 1998.

### Ministero episcopale

#### Vescovo ausiliare di Oviedo
Il 22 marzo 2005 papa Giovanni Paolo II lo ha nominato vescovo ausiliare di Oviedo e titolare di Arcavica. Ha ricevuto l'ordinazione episcopale il 14 maggio successivo nella cattedrale del Santo Salvatore a Oviedo dall'arcivescovo metropolita di Oviedo Carlos Osoro Sierra, co-consacranti l'arcivescovo metropolita di Burgos Francisco Gil Hellín, l'arcivescovo emerito di Oviedo Gabino Díaz Merchán e l'arcivescovo emerito di Burgos Santiago Martínez Acebes.
In seguito al trasferimento di monsignor Carlos Osoro Sierra, è stato eletto amministratore diocesano, un incarico che ha mantenuto fino al 30 gennaio 2010, giorno dell'ingresso del nuovo arcivescovo Jesús Sanz Montes.
In seno alla Conferenza episcopale spagnola è stato membro della commissione per i mezzi di comunicazione sociale dal 2005 al 2011 e membro della commissione affari giuridici dal 2008. È stato vicepresidente della Fondazione Las Edades del Hombre.

#### Vescovo di Ciudad Rodrigo
Il 2 febbraio 2011 papa Benedetto XVI lo ha nominato vescovo di Ciudad Rodrigo. Ha preso possesso della diocesi il 9 aprile successivo.
È stato professore invitato di teologia e diritto canonico presso la Pontificia Università di Salamanca dal 2011 al 2018.
Nel febbraio del 2014 ha compiuto la visita ad limina e il 29 marzo dello stesso anno papa Francesco lo ha nominato membro del Pontificio consiglio della cultura.
Il 15 giugno 2018 papa Francesco gli ha concesso un congedo temporaneo dalla guida della diocesi di Ciudad Rodrigo per motivi personali e ha nominato amministratore apostolico sede plena monsignor Francisco Gil Hellín, arcivescovo emerito di Burgos.
Il 16 gennaio 2019, dopo un "periodo di riflessione e rinnovamento spirituale", il papa ha accettato la sua rinuncia al governo pastorale della diocesi.

#### Vescovo emerito
Come vescovo emerito è in ritiro temporaneo e potrebbe ricevere un eventuale nuovo incarico. Dopo le dimissioni ha vissuto in una comunità contemplativa benedettina in Francia.
Successivamente, all'inizio del 2019 il papa gli ha chiesto di intraprendere un'esperienza pastorale, e lo ha inviato in Colombia dove ha conosciuto il piano pastorale di evangelizzante del Paese, che considera "uno dei migliori al mondo e, naturalmente, pionieristico". In Colombia ha operato presso la parrocchia della Madonna delle Nevi, nell'arcidiocesi di Bogotà, collaborando con il suo parroco e il gruppo pastorale. Dopo sei mesi di permanenza è tornato in Spagna. In seguito è stato chiamato a Roma "al servizio della Santa Sede".
Nell'ottobre del 2020 si è trasferito nella Repubblica Dominicana, presentandosi alla comunità dei fedeli dell'arcidiocesi di Santo Domingo in una messa celebrata alla fine di quel mese. In essa, l'arcivescovo metropolita Francisco Ozoria Acosta, lo ha accolto spiegando ai fedeli che era arrivato "per un'esperienza pastorale, missionaria, qui in questa arcidiocesi", e che resterà "per un buon tempo". Per il 21 agosto 2021, con suor Ángel Cabrera, dell'équipe teologica della Confederazione latinoamericana dei religiosi, ha organizzato la giornata di preghiera in modalità digitale dalla Chiesa latinoamericana in vista della prima Assemblea ecclesiale dell'America latina e dei Caraibi in programma dal 21 al 28 novembre 2021 a Città del Messico sul tema "Siamo tutti discepoli missionari in uscita".

## Pensiero
Al 2º meeting universitario del cammino di Santiago, svoltosi nella città di Burgos il 13 febbraio del 2010, ha sviluppato una presentazione dal titolo "Creazione ed evoluzione? Scienza e fede dopo Darwin". In essa sosteneva che la scienza e la fede, quando sono autentiche, non sono nemiche, né possono ignorarsi, ma devono completarsi a vicenda, poiché sono compagne di viaggio dell'unico mistero, che è appunto la vita. E lo sono stati dai tempi di papa Pio XII.

## Opere
Il suo lavoro teologico e di scrittore è stato raccolto in:
- J. Bosch, Panorama de la teología española, Verbo Divino, Estella 1999, pp. 131–146;
- J. Bosch, Dicionario de teólogos/as contemporáneos, Monte Carmelo, Burgos 2004, pp. 129–132;
- F. Ortega, Diccionario de la cultura en Burgos. Siglo XX, Dos Soles, Burgos 2001, pp. 170–171;
- Conferencia Episcopal Española, Mil nombres de la Iglesia en España, EDICE, Madrid 2002, p. 87;
- J. Gómez Cuesta, Semblanza de un nuevo Patrono en la Fundación Foro Jovellanos: Cecilio- Raúl Berzosa Martínez: “Boletín Jovellanista” VII-VIII (2007) pp. 61–64.

Tra le sue pubblicazioni musicali e letterarie, spiccano le seguenti:
- Cuando el Viento habla, Paulinas, Madrid 1989 (premio nacional Bravo de la CEE).
- Vuelos de luz y libertad, Paulinas, Madrid 1991.
- Corazón de profeta, Paulinas, Madrid 1994.
- Tu luz en la noche, Paulinas, Madrid 1996.
- Analogías de un renacer. Dios desde la postmodernidad, Aldecoa, Burgos 1990.
- Lo aprendí de camino. Apuntes de un peregrino, CCS, Madrid 1996.
- Hijos del Viento, la Luz, y el Espíritu, Fundación Mounier, Madrid 1999.

Tra le sue pubblicazioni nel campo della teologia, della spiritualità e della pastorale, spiccano le seguenti (in ordine cronologico):
Anno 1991
- La teología del sobrenatural en los escritos de Henri De Lubac. Estudio histórico-teológico (1931-1980), Aldecoa, Burgos 1991
- El camino de la vocación cristiana, Verbo Divino, Estella 1991
- Parábolas para una nueva evangelización, Aldecoa, Burgos 1991; 2ª edizione, Monte Carmelo, Burgos 1994; 3ª edizione, Monte Carmelo, Burgos 1995; 4ª edizione, Monte Carmelo, Burgos 1996; 5ª edizione, Monte Carmelo, Burgos 2000; 6ª edizione, Monte Carmelo, Burgos 2003

Anno 1994
- Con otros ojos. Por una lectura creyente de la realidad cotidiana, Monte Carmelo, Burgos 1994
- Hacer teología hoy. Retos, perspectivas, paradigmas, San Pablo, Madrid 1994

Anno 1995
- Las siete palabras de Raúl Berzosa, PPC, Madrid 1995
- 8 días de oración en el desierto, Monte Carmelo, Burgos 1995 (in collaborazione con F. Domingo)
- Teología y espiritualidad laical. Redescubrimiento de la identidad y misión de los laicos en la Iglesia y en la sociedad, CCS, Madrid 1995
- Nueva Era y cristianismo: Entre el diálogo y la ruptura, BAC, Madrid 1995, 2ª edizione: Madrid 1998

Anno 1996
- Como era en el principio. Temas clave de antropología teológica, San Pablo, Madrid 1996
- Ángeles y Demonios. Sentido de su retorno en nuestros días, BAC, Madrid 1996; 2ª edizione: Madrid 1998

Anno 1997
- Evangelizar una nueva cultura. Respuestas a los retos de hoy, San Pablo, Madrid 1997

Anno 1998
- La relación Iglesia-Comunidad política a la luz de “Gaudium et Spes” nº 76. Doctrina teológica y jurídica, Eset, Vitoria 1998
- Para comprender y vivir la Iglesia Diocesana, Aldecoa, Burgos 1998, 1ª edizione; 2ª edizione rivista e accresciuta, Burgos 1998,
- Hacia el año 2000: ¿Qué nos espera en el siglo XXI?, DDB, Bilbao 1998

Anno 1999
- Sacerdote esposo. Relectura del Cantar de los Cantares, Burgos 1999; 2ª edizione, Burgos 2000
- La pastoral juvenil hoy. Memoria y profecía, CONFER Regional, Valladolid 1999
- ¿Qué es teología? Una aproximación a su identidad y su método, DDB, Bilbao 1999; 2ª edizione rivista e accresciuta, Bilbao 1999

Anno 2000
- Ser laico en la Iglesia y en el mundo, DDB, Bilbao 2000
- Orar con el Cantar de los Cantares, Monte Carmelo, Burgos 2000

Anno 2001
- Teología y espiritualidad laical, Arzobispado, Burgos 2001
- Los retos pastorales de la nueva cultura emergente, Iglesia en Castilla, Villagarcía 2001
- 102 voces en Diccionario de pastoral y evangelización, e co-direttore dello stesso con Vicente Mª Pedrosa e Jesús Sastre, Monte Carmelo, Burgos, 2001
- Para comprender la creación en clave cristiana, EVD, Estella 2001
- Ser laico en la Iglesia en el mundo, Plan de Formación Diocesano de Laicos, Burgos 2001

Anno 2002
- Encuentros y miradas para despertar. Claves de una espiritualidad para hoy, Monte Carmelo, Burgos 2002, 240 pag.; Reimprensión: Mayo de 2003;

Anno 2003
- Otra lectura de Atapuerca. La Fe cristiana en diálogo con la ciencia, Facultad de Teología del Norte de España, Burgos 2003
- Ante el Icono de la Trinidad de Andrej Rublev. 30 Miradas de contemplación, Monte Carmelo, Burgos 2003

Anno 2004
- 10 Desafíos al cristianismo desde la nueva cultura emergente, Verbo Divino, Estella 2004; 2ª edizione 2006.

Anno 2005
- Orar con el Apocalipsis, Monte Carmelo, Burgos 2005
- 100 preguntas sobre el misterio de nuestros orígenes. Antropología en clave cristiana, Monte Carmelo, Burgos 2005
- Una lectura creyente de Atapuerca. La Fe cristiana ante las teorías de la evolución, DDB, Bilbao 2005; 2ª edizione 2006.

Anno 2006
- En el misterio de María. Breve mariología en clave orante, Sígueme, Salamanca 2006
- Transmitir la Fe en un nuevo siglo. Retos y propuestas, DDB, Bilbao 2006; 2ª edizione 2007.

Anno 2007
- Iglesia, sociedad y comunidad política. Entre la confesionalidad y el laicismo, DDB, Bilbao 2007
- Con los ojos del Espíritu. Claves de espiritualidad desde el octavo día, Monte Carmelo, Burgos 2007
- 150 miradas de actualidad en el espejo de la cultura, DDB, Bilbao 2007

Anno 2008
- Orar con San Ireneo. Carne ungida por el Espíritu, Monte Carmelo, Burgos 2008
- San Pablo nos habla hoy. 50 textos para vivir y orar, PPC, Madrid 2008
- 100 preguntas y respuestas sobre temas sociales y políticos de hoy, Editorial San Pablo, Madrid 2008

Anno 2010
- Donde el Viento y el Espíritu hablan. Parábola de luz y libertad para despertar, Editorial Khal, Madrid 2010

Anno 2011
- Para comprender el Credo de nuestra Fe, Verbo Divino, Estella 2011

Anno 2012
- Hablemos de Nueva Evangelización. Para que sea nueva y evangelizadora, Desclée de Brouwer, Bilbao 2012. A quest'opera ha collaborato Gerardo Galetto.

Anno 2013
- Dios no es mudo ni peligroso ni un espejismo. Escritos a Teófilo desde el atrio de los gentiles, en el año de la Fe, Desclée de Brouwer, Bilbao, 2013

Anno 2014
- Ciudad Rodrigo temporal y eterno, ciudad y pueblo, esencial y concreto, Salamanca 2014

Anno 2015
- En el hogar de la palabra con Santa Teresa y San Juan de la Cruz, Monte Carmelo, Burgos 2015
- Evangelizar en una cultura tecno-líquida y psico-política. Relectura de los nuevos signos de los tiempos, UPSA, Salamanca 2015
- Mujer, feminismo y feminidad en el año teresiano y del sínodo de la familia, Monte Carmelo, Burgos 2015

Anno 2016
- Cibercultura y ecología. Evangelizar en un cambio de época, Monte Carmelo, Burgos 2016
- Pueblo de Dios, Inculturación y pobres. Claves teológico-eclesiales del papa Francisco, Publicaciones del Instituto Teológico de Murcia, Murcia 2016

Anno 2017
- Creer y evangelizar como el Papa Francisco en un cambio de época, Monte Carmelo, Burgos 2017

Anno 2018
- Nuevos signos de los tiempos. Retos y posibilidades para la mision, Fonte/Monte Carmelo, Burgos 2018
- Más de 100 parábolas para la misión, Fonte/Monte Carmelo, Burgos 2018
- ¿De homínidos a post-humanos? Nuevos retos para la antropología cristiana, Fonte/Facultad de Teología, Burgos 2018

Anno 2019
- 31 días con el Papa Francisco, Fonte/Monte Carmelo, Burgos 2019
- Déjate sorprender por tu Dios y por los hermanos. El arte de vivir como resucitados, Fonte/Monte Carmelo, Burgos 2019.

Anno 2020
- Creo, amo, espero, !luego existo! Del hogar monacal a las periferias urbanas, Fonte/Monte Carmelo, Burgos 2020.

Collabora regolarmente con diverse riviste di ricerca, divulgazione e cultura religiosa.

## Genealogia episcopale
La genealogia episcopale è:
- Cardinale Scipione Rebiba
- Cardinale Giulio Antonio Santori
- Cardinale Girolamo Bernerio, O.P.
- Arcivescovo Galeazzo Sanvitale
- Cardinale Ludovico Ludovisi
- Cardinale Luigi Caetani
- Cardinale Ulderico Carpegna
- Cardinale Paluzzo Paluzzi Altieri degli Albertoni
- Papa Benedetto XIII
- Papa Benedetto XIV
- Papa Clemente XIII
- Cardinale Giovanni Francesco Albani
- Cardinale Carlo Rezzonico
- Cardinale Antonio Dugnani
- Arcivescovo Jean-Charles de Coucy
- Cardinale Gustave-Maximilien-Juste de Croÿ-Solre
- Vescovo Charles-Auguste-Marie-Joseph Forbin-Janson
- Cardinale François-Auguste-Ferdinand Donnet
- Vescovo Charles-Emile Freppel
- Cardinale Louis-Henri-Joseph Luçon
- Cardinale Charles-Henri-Joseph Binet
- Cardinale Maurice Feltin
- Cardinale Jean-Marie Villot
- Arcivescovo Lajos Kada
- Cardinale Carlos Osoro Sierra
- Vescovo Cecilio Raúl Berzosa Martínez